# Ломбарди, Пьетро (певец)
Пьетро Ломбарди (нем. Pietro Lombardi; род. 9 июня 1992, Карлсруэ, Германия) — немецкий певец итальянского происхождения. Победитель в финале восьмого сезона немецкого телешоу Deutschland sucht den Superstar (аналог «Фабрики звёзд» на немецком телевидении), которое шло на телеканале RTL.

## Личная жизнь
Пьетро Ломбарди по отцу имеет итальянское происхождения вырос с двумя братьями и сестрами в Карлсруэ. Женат на певице Саре Энгельс, бывшая участница Deutschland sucht den Superstar.